# Tvoje tvář má známý hlas
Tvoje tvář má známý hlas je česká verze pěvecké reality show založená na formátu pořadu Your Face Sounds Familiar, který vychází ze španělského originálu Tu cara me suena. Soutěž se stejným formátem je vysílána také na Slovensku pod názvem Tvoja tvár znie povedome. Soutěžícími jsou známé osobnosti, které mají za úkol napodobit české i zahraniční pěvecké legendy.
Moderátorem první až šesté řady byl Ondřej Sokol, 7. řadu moderoval Vladimír Polívka. V osmé řadě se do role moderátora vrátil Ondřej Sokol, kterého doplní Aleš Háma. V porotě 1.–6. řady zasedli Jakub Kohák a Janek Ledecký, v 1. řadě Jitka Čvančarová, kterou od druhé řady vystřídala Iva Pazderková, tu od 4. řady vystřídal Aleš Háma. V 7. řadě zůstal z předešlé poroty jen Aleš Háma, přidal se bývalý moderátor Ondřej Sokol a účastnice 5. řady Eva Burešová. K nim se každý týden přidal speciální host. V osmé řadě došlo opět ke změnám poroty - Na místo Aleše Hámy usedl Marek Lambora a vrátil se i Jakub Kohák. Ondřej Sokol a Aleš Háma show moderovali. V deváté řadě se do poroty vrátil jen Jakub Kohák a Eva Burešová a přibyl porotce slovenské verze Tvoja tvár znie povedome a moderátor pořadu Partička Daniel Dangl společně s herečkou Petrou Nesvačilovou.
První řada se začala vysílat 26. března 2016 a byla velmi úspěšná co se sledovanosti týče, což odstartovalo přípravy dalších řad. Při finálovém večeru čtvrté řady, 18. listopadu, bylo oznámeno, že se jedná o poslední řadu. 3. července 2018 bylo však oznámeno, že na podzim 2018 se show vrátí s pátou řadou. 16. června 2019 moderátor této show Ondřej Sokol v rozhovoru prozradil, že se show vrátí na podzim 2019 s šestou řadou. Dne 6. srpna 2020 TV Nova oznámila, že se show vrátí na obrazovky se sedmou řadou 5. září 2020. Dne 18. ledna 2021 TV Nova oznámila, že se show vrátí na obrazovky s osmou řadou na jaře. 28. ledna 2022 televize oznámila návrat oblíbené show s jarní, devátou řadou. V roce 2023 tuto show nahradil nový britský soutěžní pořad Superlov.
Vítězkou první a osmé řady se stala herečka Hana Holišová, druhou řadu ovládl herec Jan Cina, v třetí řadě zvítězila Tatiana Vilhelmová, čtvrtou řadu ovládla Berenika Kohoutová, pátou řadu vyhrála Michaela Badinková, šestou řadu vyhrál herec Marek Lambora, v sedmé řadě zvítězila Jitka Čvančarová, v osmé řadě se stal vítězem herec David Gránský a v deváté řadě vyhrál herec Václav Kopta.

## Formát
Každý ze soutěžících si na konci večera vylosuje jednu známou osobnost v tzv. randomizeru, kterou v příštím týdnu napodobí. K dokonalé proměně jim pomáhá profesionální tým maskérů, tanečníků a odborníků na zpěv a herectví. Úkolem soutěžících je co nejlépe napodobit vylosovanou osobu. O jejich úspěchu rozhoduje porota, která na konci večera rozdá body od 1 do 8, v osmé řadě od 1 do 10. Následně rozdají body také samotní soutěžící, každý uděluje svých 5 bodů jednomu číslu, které jej nejvíce zaujalo. Vyhrává soutěžící, který za večer získá nejvíce hlasů. V případě remízy rozhodne o vítězi porota. Výherce získává 25 000 Kč, od poloviny 5. řady 50 000 Kč a od 8. řady opět 25 000 Kč, které může přidělit libovolné charitativní společnosti.
Body se průběžně sčítají až do předposledního kola – semifinále, kdy čtyři účinkující s nejvyšším počtem hlasů postoupí do finále. O celkovém vítězi rozhoduje porota ve finálovém kole. Vítěz obdrží 150 000 Kč a předá je libovolné charitě.

## Obsazení

### Moderátor
Show od první do šesté série moderoval herec Ondřej Sokol.
V sedmé řadě byl moderátorem herec Vladimír Polívka.
Od osmé řady moderuje opět Ondřej Sokol, nově ve dvojici s Alešem Hámou.

### Porotci
Stálou tříčlennou porotu v první řadě tvořili herec a režisér Jakub Kohák, herečka Jitka Čvančarová a zpěvák Janek Ledecký. V každém díle s nimi zasedl speciální hostující porotce, mezi nimiž byli například herec Milan Šteindler, moderátorka Adela Banášová, herečka Anna Geislerová a další. V druhé řadě byla Čvančarová nahrazena herečkou a komičkou Ivou Pazderkovou. Místo porotkyně Čvančarové bylo nabídnuto také zpěvačce Martě Jandové, ta však přijala roli soutěžící. Ve čtvrté řadě vystřídal Ivu Pazderkovou herec, moderátor a účastník třetí řady Aleš Háma.. Stejná porota zasedla i v řadě páté a šesté. Změna nastala v sedmé řadě, z minulých zůstal pouze Aleš Háma. Novými členy se stali bývalý moderátor pořadu Ondřej Sokol a účastnice 5. řady Eva Burešová. Do poroty 8. řady se po roční odmlce vrátí Jakub Kohák, který tak vystřídá Ondřeje Sokola v roli předsedy poroty. Aleše Hámu vystřídá vítěz 6. řady Marek Lambora. Doplní je opět Eva Burešová a každý týden jiný speciální host. V deváté řadě zůstali v porotě Jakub Kohák a Eva Burešová. K nim se přidali Daniel Dangl a Petra Nesvačilová.
Legenda
     Porotce
     Moderátor
     Soutěžící
| Jméno             | Řada | Řada | Řada | Řada | Řada | Řada | Řada | Řada | Řada |
| Jméno             | 1    | 2    | 3    | 4    | 5    | 6    | 7    | 8    | 9    |
| ----------------- | ---- | ---- | ---- | ---- | ---- | ---- | ---- | ---- | ---- |
| Jakub Kohák       |      |      |      |      |      |      |      |      |      |
| Eva Burešová      |      |      |      |      |      |      |      |      |      |
| Petra Nesvačilová |      |      |      |      |      |      |      |      |      |
| Daniel Dangl      |      |      |      |      |      |      |      |      |      |
| Ondřej Sokol      |      |      |      |      |      |      |      |      |      |
| Aleš Háma         |      |      |      |      |      |      |      |      |      |
| Marek Lambora     |      |      |      |      |      |      |      |      |      |
| Vladimír Polívka  |      |      |      |      |      |      |      |      |      |
| Janek Ledecký     |      |      |      |      |      |      |      |      |      |
| Iva Pazderková    |      |      |      |      |      |      |      |      |      |
| Jitka Čvančarová  |      |      |      |      |      |      |      |      |      |

### Mentoři
Důležitou součástí realizačního týmu jsou také mentoři. V první řadě se objevili režisér Jiří Vejdělek, který radil soutěžícím v hereckém projevu a imitaci, dále Linda Finková, která je hlasovým a pěveckým koučem, a choreografii mají na starosti Yemi A.D. a Angeé Svobodová. Ve druhé řadě Jiřího Vejdělka nahradila soutěžící z první řady Iva Pazderková, která byla ve čtvrté řadě nahrazena Martinem Dejdarem. Martin Dejdar byl v páté řadě nahrazen Alešem Hámou. V šesté řadě byl Aleš Háma nahrazen Patrikem Děrgelem. V sedmé řadě, která přišla na televizní obrazovky 5. září 2020, byl Patrik Děrgel nahrazen vítězem 2. řady Janem Cinou. Místa Jana Ciny obsadila v 8. řadě porotkyně 1. řady a vítězka 7. řady Jitka Čvančarová.
Prvních šest sérií byl hlavním choreografem Yemi A.D. a jeho skupina Dance Academy Prague, společně s Angeé Svobodovou a v 5. řadě na chvíli s Romanem Vojtkem. V sedmé řadě byl Yemi A.D. vystřídán slovenským choreografem Miňo Kerešem a Češkou Zuzanou „Zizoe” Veselou.
Legenda
| Zpěv Choreografie Herectví | Soutěžící Hostující porotce |

| Jméno            | Řada | Řada | Řada | Řada | Řada | Řada | Řada | Řada | Řada |
| Jméno            | 1    | 2    | 3    | 4    | 5    | 6    | 7    | 8    | 9    |
| ---------------- | ---- | ---- | ---- | ---- | ---- | ---- | ---- | ---- | ---- |
| Linda Finková    |      |      |      |      |      |      |      |      |      |
| Miňo Kereš       |      |      |      |      |      |      |      |      |      |
| Adéla Gondíková  |      |      |      |      |      |      |      |      |      |
| Dalibor Gondík   |      |      |      |      |      |      |      |      |      |
| Zizoe            |      |      |      |      |      |      |      |      |      |
| Jitka Čvančarová |      |      |      |      |      |      |      |      |      |
| Jan Cina         |      |      |      |      |      |      |      |      |      |
| Yemi A.D.        |      |      |      |      |      |      |      |      |      |
| Patrik Děrgel    |      |      |      |      |      |      |      |      |      |
| Angeé Svobodová  |      |      |      |      |      |      |      |      |      |
| Aleš Háma        |      |      |      |      |      |      |      |      |      |
| Martin Dejdar    |      |      |      |      |      |      |      |      |      |
| Iva Pazderková   |      |      |      |      |      |      |      |      |      |
| Jiří Vejdělek    |      |      |      |      |      |      |      |      |      |

### Bonusové pořady
Po každém díle 4. řady mohli diváci zhlédnout pořad Nova Taxi s účastníkem třetí řady Milanem Peroutkou na Nova Plus. V pořadu vezl každý týden nějakou tvář pořadu a společně zpívali různé hity přímo v nováckém taxi. O rok později Berenika Kohoutová uváděla pořad Face News ze zákulisí Tváře, stejný formát pořadu běžel i k řadě šesté pod názvem Tvoje Tvář Backstage. Moderovaly ho různé tváře předešlých řad. K sedmé a dalším řadám přibyl pořad Tvoje Tvář Bonusy na portálu Nova Plus. Bonus k 9. řadě moderuje účastník Love Island Petr Havránek.

## Vítězové
| Řada | Vítěz              | Vystupující jako   | Píseň                              | Nadace                        |
| ---- | ------------------ | ------------------ | ---------------------------------- | ----------------------------- |
| 1    | Hana Holišová      | John Travolta      | „Greased Lightning“                | Nadační fond Krtek            |
| 8    | Hana Holišová      | Lady Gaga          | „Bang Bang (My Baby Shot Me Down)” | Nadační fond Krtek            |
| 2    | Jan Cina           | Scatman John       | „Scatman (Ski Ba Bop Ba Dop Bop)“  | Mobilní hospic Ondrášek o.p.s |
| 3    | Tatiana Vilhelmová | Zuzana Navarová    | „Andělská“                         | Hnutí DUHA                    |
| 4    | Berenika Kohoutová | Keith Flint        | „Firestarter“                      | Nadační Fond Vrba             |
| 5    | Michaela Badinková | Christina Aguilera | „Say Something“                    | Nadace Dobré víly dětem       |
| 6    | Marek Lambora      | Prince             | „Cream“                            | Spolek Ichtyóza               |
| 7    | Jitka Čvančarová   | Susan Boyle        | "You Raise Me Up"                  | Debra ČR / Charita UNICEF     |
| 8    | David Gránský      | Michael Jackson    | „They Don't Care About Us“         | Fond ohrožených dětí Klokánek |
| 9    | Václav Kopta       | Panjabi MC         | „Mundian To Bach Ke“               | Začínající muzikant Filip     |

## Přehled řad
| Řada        | Období                       | Počet hvězd | Počet týdnů | Výsledková listina | Výsledková listina     | Výsledková listina | Výsledková listina |
| Řada        | Období                       | Počet hvězd | Počet týdnů | Vítěz              | Druhé místo            | Třetí místo        | Čtvrté místo       |
| ----------- | ---------------------------- | ----------- | ----------- | ------------------ | ---------------------- | ------------------ | ------------------ |
| První řada  | 26. března – 11. června 2016 | 8           | 10          | Hana Holišová      | Ivana Chýlková         | David Kraus        | Iva Pazderková     |
| Druhá řada  | 4. září – 20. listopadu 2016 | 8           | 12          | Jan Cina           | David Gránský          | Marta Jandová      | Anna Slováčková    |
| Třetí řada  | 26. února – 14. května 2017  | 8           | 12          | Tatiana Vilhelmová | Milan Peroutka         | Markéta Konvičková | Martha Issová      |
| Čtvrtá řada | 2. září – 18. listopadu 2017 | 8           | 12          | Berenika Kohoutová | Jitka Boho             | Jan Kopečný        | Aneta Krejčíková   |
| Pátá řada   | 1. září – 17. listopadu 2018 | 8           | 12          | Michaela Badinková | Eva Burešová           | Patrik Děrgel      | Tereza Mašková     |
| Šestá řada  | 7. září – 23. listopadu 2019 | 8           | 12          | Marek Lambora      | Kateřina Marie Fialová | Roman Zach         | Debbi              |
| Sedmá řada  | 5. září – 21. listopadu 2020 | 8           | 12          | Jitka Čvančarová   | Albert Černý           | Erika Stárková     | Bára Basiková      |
| Osmá řada   | 21. března – 23. května 2021 | 10          | 10          | David Gránský      | Hana Holišová          | Albert Černý       | Marta Jandová      |
| Devátá řada | 27. února – 1. května 2022   | 8           | 10          | Václav Kopta       | Iva Kubelková          | Monika Absolonová  | Nikita Machytková  |

### První řada

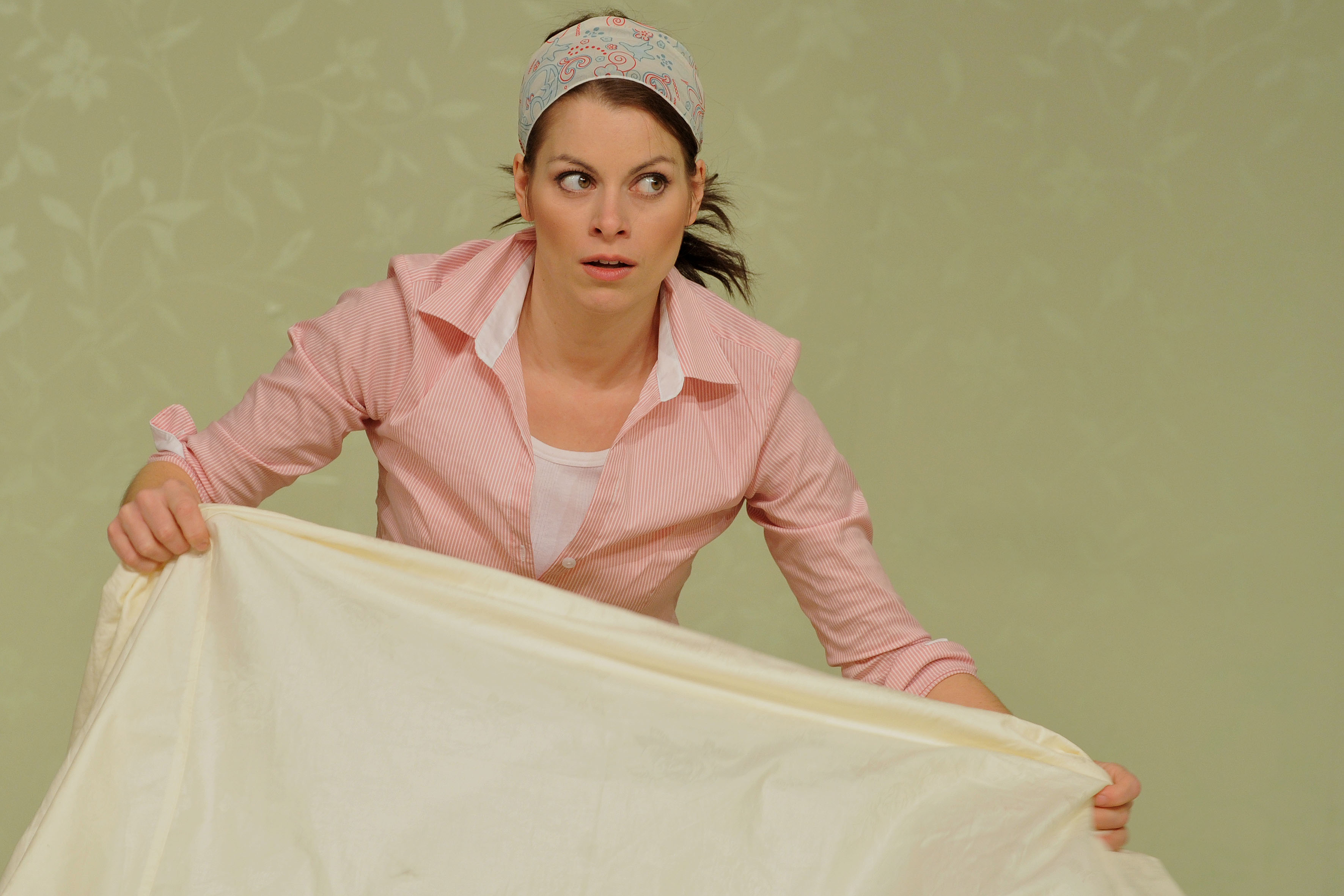
Vítězka první řady Hana Holišová

První řada odstartovala 26. března 2016 a skončila 11. června 2016. Moderátorem byl Ondřej Sokol a stálými porotci Janek Ledecký, Jitka Čvančarová a Jakub Kohák. Osmičlenná skupina soutěžících se skládala z Ivany Chýlkové, Davida Krause, Ivy Pazderkové, Petra Rychlého, Adama Mišíka, Anny Fialové, Petra Vondráčka a Hany Holišové. Soutěžící se předváděli celkem v deseti dílech a vítězkou první řady se stala Hana Holišová, která svoji výhru v hodnotě 150 tisíc korun předala nadaci Krtek.

### Druhá řada

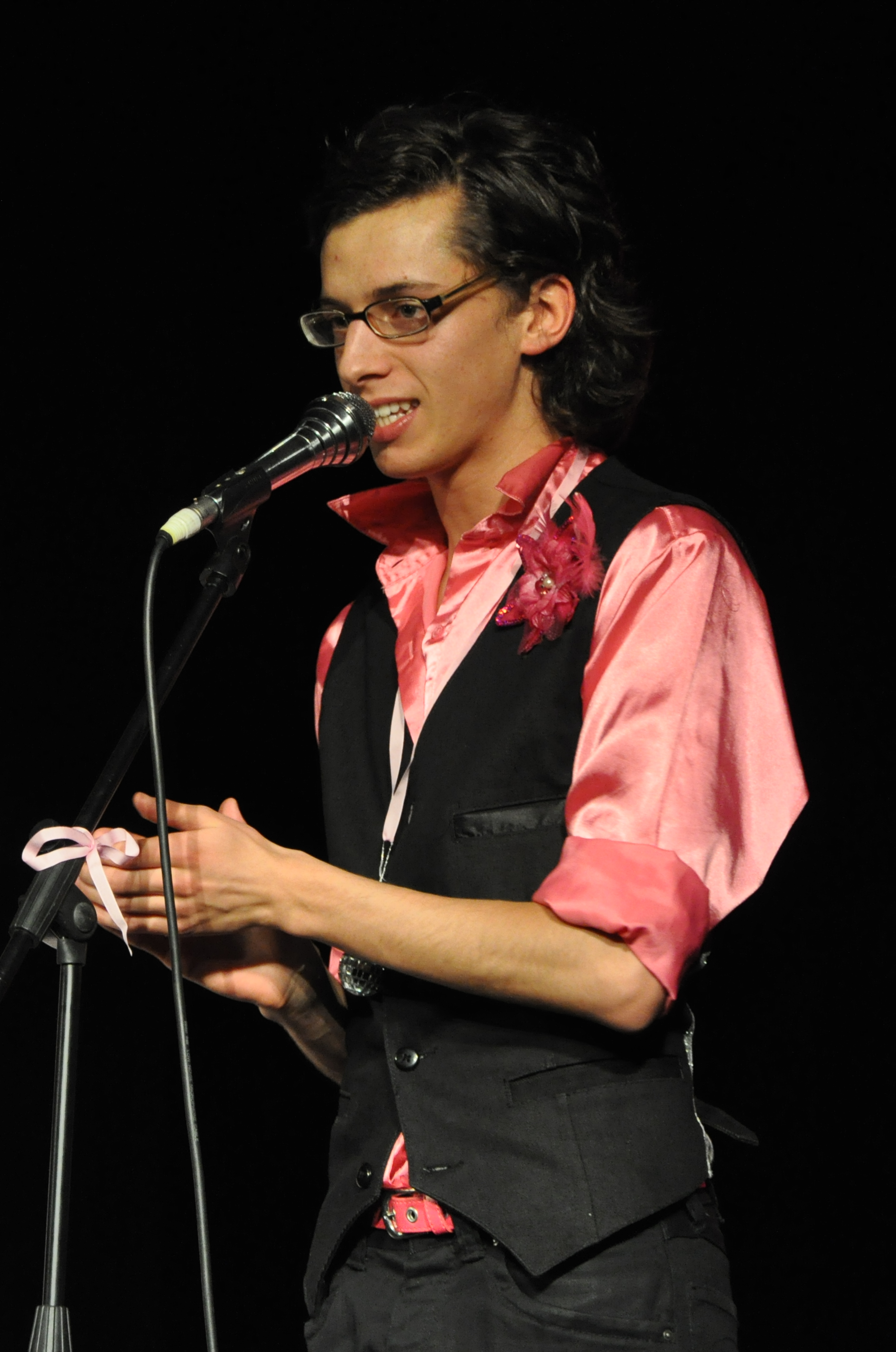
Vítěz druhé řady Jan Cina

Přípravy druhé řady byly oznámeny v průběhu vysílání první řady. Premiéra proběhla 4. září 2016 a finále bylo odvysíláno 20. listopadu 2016. Moderátorem byl opět Ondřej Sokol a v porotě zasedli Jakub Kohák, Janek Ledecký a soutěžící z první řady Iva Pazderková, ta se stala i novou hereckou mentorkou. Mezi speciálními porotci se objevili také účastníci první řady. Soutěžícími druhé řady byli Ivana Jirešová, Roman Vojtek, Jan Cina, Markéta Procházková, Miroslav Etzler, David Gránský, Marta Jandová a Anna Slováčková. Soutěžící se předváděli celkem ve dvanácti dílech a definitivním vítězem druhé řady se stal Jan Cina, který svou výhru v hodnotě 150 tisíc korun předal dětskému hospicu Ondrášek.

### Třetí řada

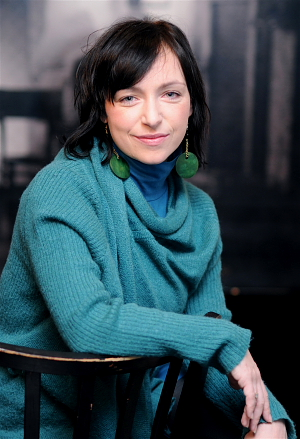
Vítězka třetí řady Tatiana Dyková

Den po odvysílání finálového dílu 2. série oznámila TV Nova přípravy třetí řady, kterou nasadila do vysílání 26. února 2017. Finále bylo odvysíláno 14. května 2017. Moderátorem byl opět Ondřej Sokol a v porotě zasedli Jakub Kohák, Janek Ledecký a Iva Pazderková, ta opět zastala i roli herecké mentorky. Mezi speciálními porotci se objevili například Vladimír Polívka, či Eva Holubová. Soutěžícími třetí řady byli Aleš Háma, Adéla Gondíková, Martha Issová, Milan Peroutka, Ondřej Ruml, Martin Dejdar, Tatiana Vilhelmová a Markéta Konvičková. Vítězkou se po dvanácti kolech stala Tatiana Vilhelmová, vyhranou částku 150 tisíc korun věnovala hnutí DUHA, které pomáhá chránit české lesy a NP.

### Čtvrtá řada

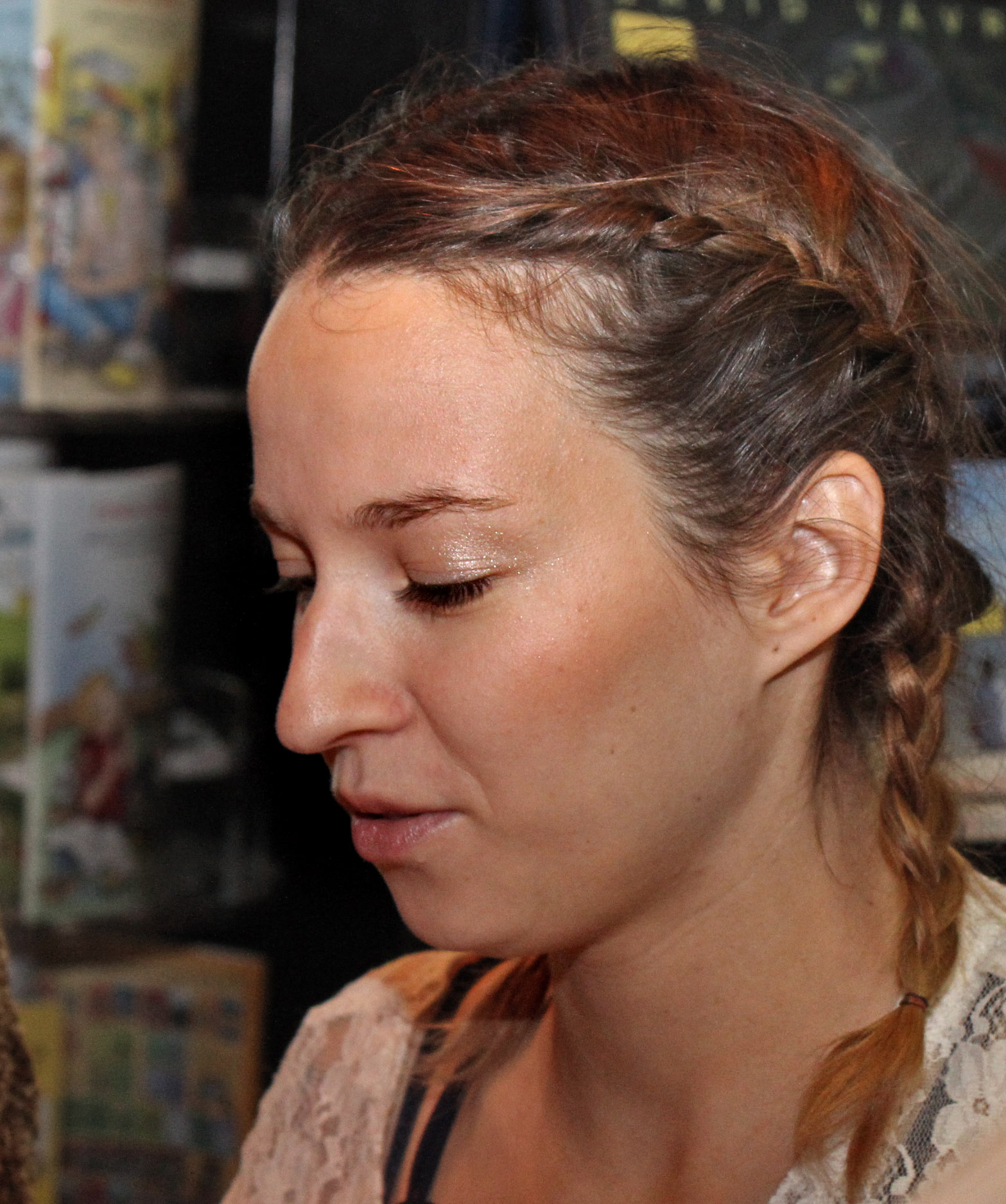
Vítězka čtvrté řady Berenika Kohoutová

V průběhu léta 2017 oznámila TV Nova přípravy čtvrté řady. Premiéra proběhla 2. září 2017 a finále bylo odvysíláno 18. listopadu 2017. Moderátorem byl opět Ondřej Sokol a v porotě zasedli Jakub Kohák, Janek Ledecký a nově Aleš Háma. Soutěžícími čtvrté řady byli Tomáš Matonoha, Berenika Kohoutová, Leona Machálková, Jitka Boho, Jan Kopečný, Jan Maxián, Aneta Krejčíková a Dalibor Gondík. S herectvím radil soutěžícím soutěžící 3. řady Martin Dejdar. Po 12 kolech vyhrála Berenika Kohoutová. Výhru věnovala Nadačnímu fondu Vrba.

### Pátá řada

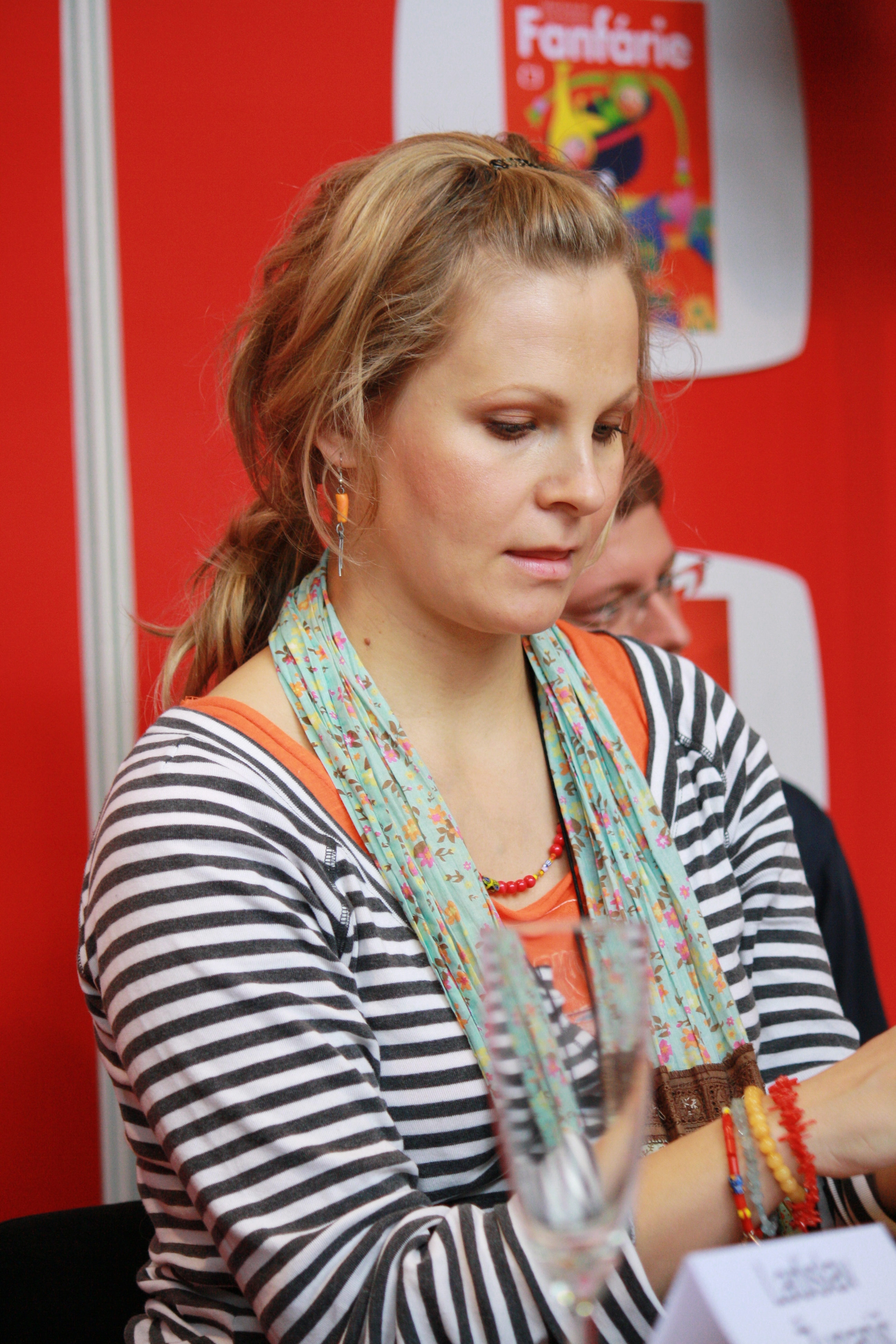
Vítězka páté řady Michaela Badinková

V červenci 2018 oznámila TV Nova přípravy páté řady. Premiéra proběhla 1. září 2018, finále bude odvysíláno 17. listopadu 2018. Moderátorem byl opět Ondřej Sokol a v porotě zasedli Jakub Kohák, Janek Ledecký a Aleš Háma. Soutěžícími páté řady jsou Jitka Schneiderová, Vojtěch Drahokoupil, Eva Burešová, Patrik Děrgel, Michaela Badinková, Jan Révai, Tereza Mašková a Robert Jašków. S herectvím pomáhal soutěžícím porotce a soutěžící 3. řady Aleš Háma. Pátou řadu vyhrála Michaela Badinková. Výhru darovala Nadaci Dobré víly dětem.

### Šestá řada

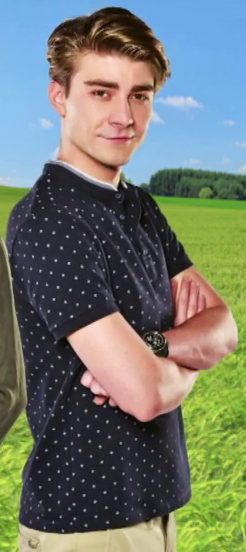
Vítěz šesté řady Marek Lambora

V červenci 2019 oznámila TV Nova přípravy šesté řady. Premiéra proběhla 7. září 2019, finále bylo odvysíláno 23. listopadu 2019. Do poroty zasedli Jakub Kohák, Janek Ledecký, Aleš Háma a speciální hosté, například zpěvačky Lucie Bílá a Hana Zagorová. Soutěžícími šesté řady byli Zuzana Norisová, Robert Urban, Debbi, Roman Zach, Kateřina Brožová, Marek Lambora, Kateřina Marie Fialová a Ján Jackuliak. S herectvím pomáhal soutěžícím finalista 5. řady Patrik Děrgel. Moderátorem pořadu byl beze změny Ondřej Sokol. Vítězem 6. řady se stal Marek Lambora. Výhru daroval Spolku Ichtyóza.

### Sedmá řada

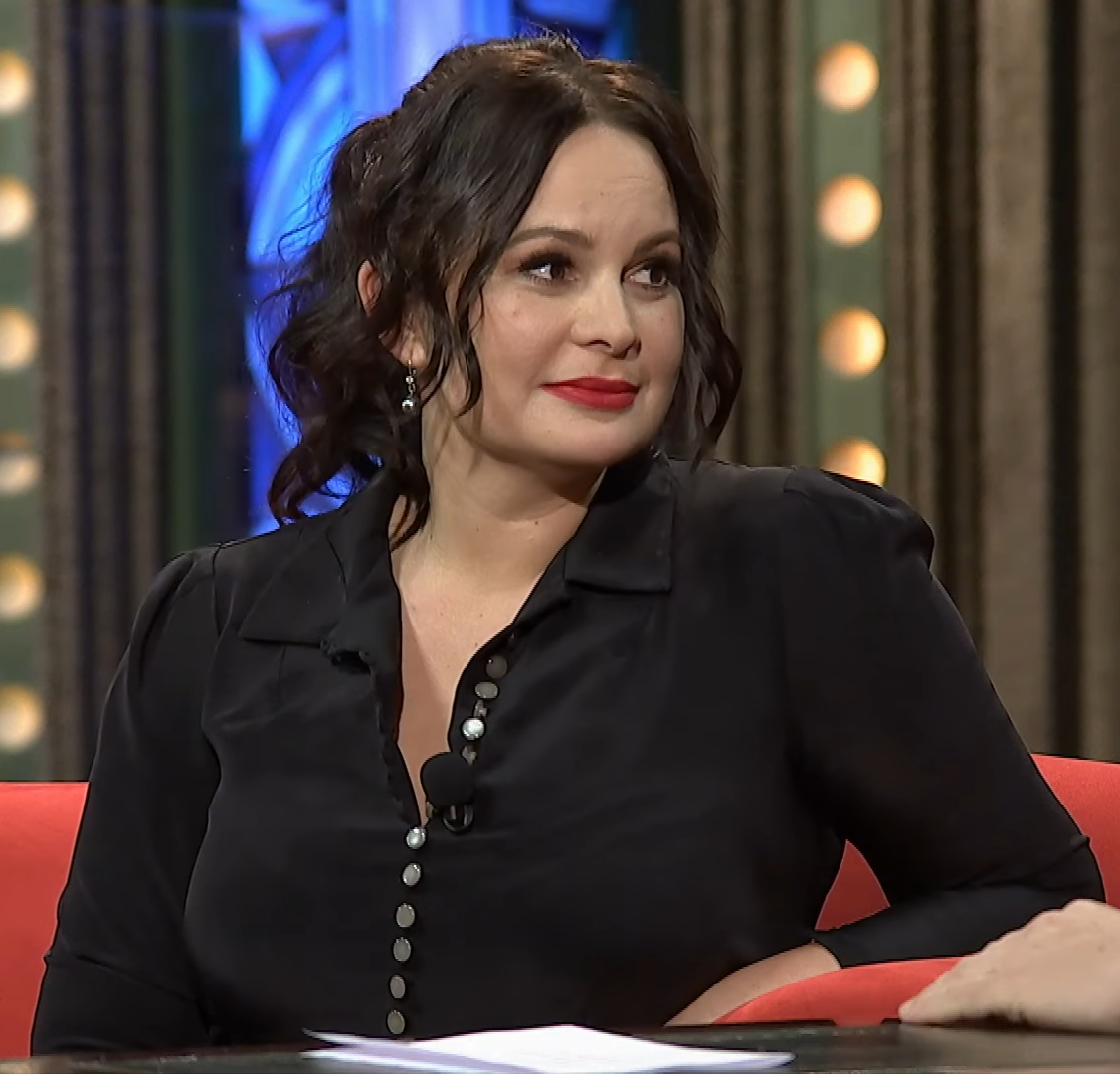
Vítězka sedmé řady Jitka Čvančarová

Dne 6. srpna 2020 televize Nova oznámila návrat show. Novým moderátorem se stal Vladimír Polívka a v porotě usedli Aleš Háma, Eva Burešová a dosavadní moderátor Ondřej Sokol, k nim se přidali speciální hosté, například zpěvačka Helena Vondráčková, zpěvák Mirai Navrátil, či šéfkuchař Přemek Forejt. Premiéra prvního dílu sedmé řady byla 5. září 2020. Soutěžící sedmé řady jsou Erika Stárková, Albert Černý, Bára Basiková, Martin Schreiner, Jitka Čvančarová, Jordan Haj, Andrea Kalousová a Bořek Slezáček. Po 12 týdnech vyhrála Jitka Čvančarová, která výhru darovala Debra ČR a Charitě UNICEF, kterou během soutěže podporoval Albert Černý.

### Osmá řada (Šampioni)

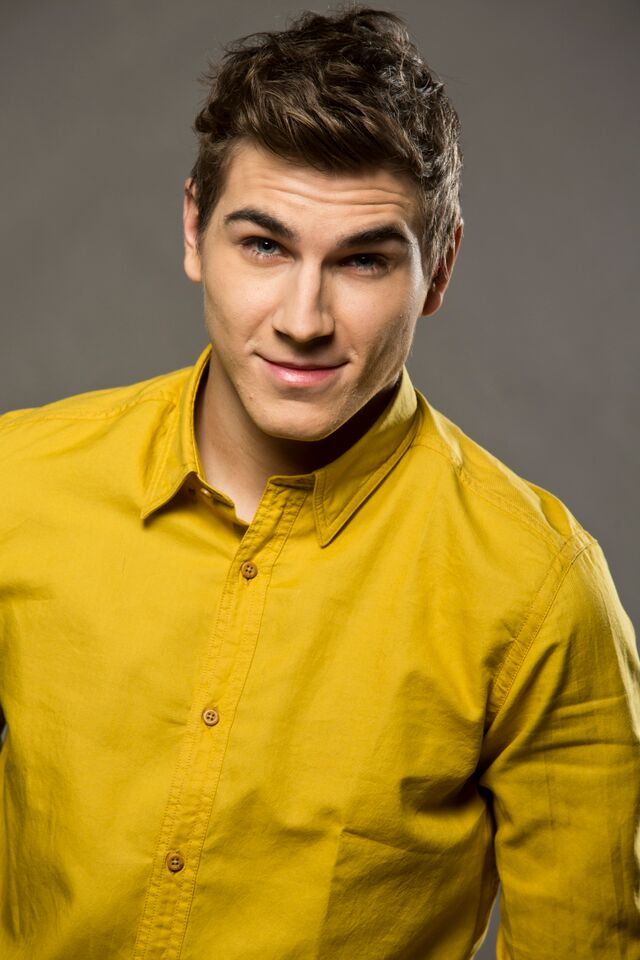
Vítěz osmé řady David Gránský

Dne 18. ledna 2021 TV Nova oznámila jarní návrat show. Do role moderátora se vrátí Ondřej Sokol, který moderoval prvních šest řad. Nově se k němu přidá bývalý soutěžící a porotce Aleš Háma. V porotě usedne Jakub Kohák, Eva Burešová, Marek Lambora a každý týden speciální host. Jako speciální hosté se například objevil zpěvák Marek Ztracený, či finalistka 7. řady Bára Basiková. Soutěžící budou účastníci předchozích řad, tzv. Šampioni pořadu. Nově bude soutěžit deset lidí. Soutěžící jsou Petr Rychlý, Jitka Boho, David Gránský, Iva Pazderková, Albert Černý, Marta Verner, Hana Holišová, Vojtěch Drahokoupil, Berenika Kohoutová a Roman Vojtek. S herectvím radí soutěžícím vítězka předešlé řady a porotkyně z první řady Jitka Čvančarová. V osmé řadě zvítězila podruhé Hana Holišová, která svoji výhru předala nadačnímu fondu Krtek. Vítězem osmé řady se stal také finalista druhé řady David Gránský. Výhru daroval fondu ohrožených dětí Klokánek.

### Devátá řada

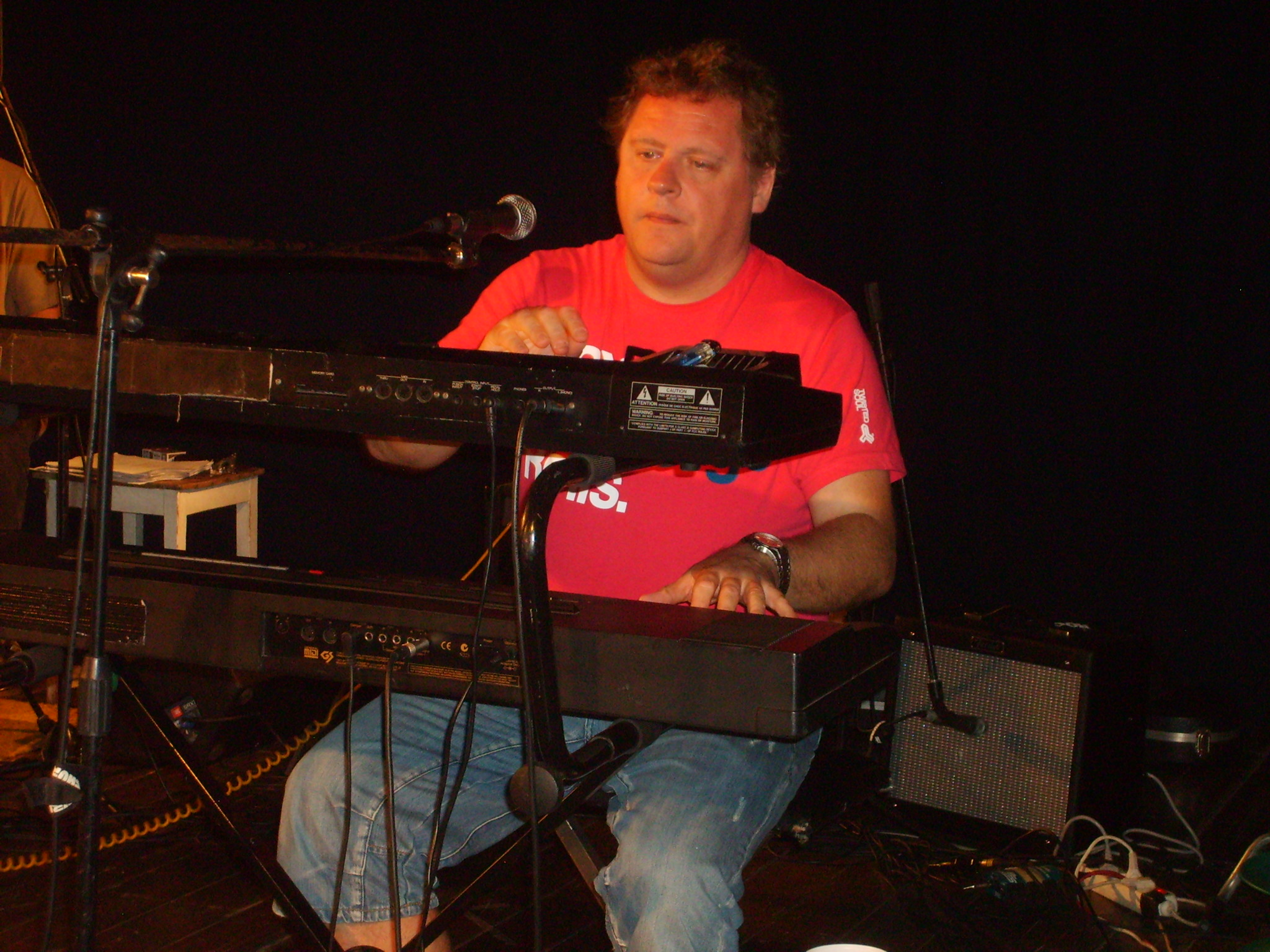
Vítěz deváté řady Václav Kopta

Mezi soutěžící patří Monika Absolonová, Denisa Nesvačilová, Václav Kopta, Saša Rašilov, Denis Šafařík, Nikita Machytková, Martin Carev a Iva Kubelková. Do poroty opět zasedl Jakub Kohák, k němu se opět přidala Eva Burešová. Novou tváří poroty se stal porotce slovenské verze Tvoja tvár znie povedome a moderátor pořadu Partička na TV Prima Daniel Dangl. Poslední členkou poroty je herečka Petra Nesvačilová, známá ze seriálu Osada, či z pořadu Inkognito. Se zpěvem soutěžícím bude radit Linda Finková, o choreografii se stará slovenský tanečník Miňo Kereš a česká tanečnice Zizoe, kteří jsou divákům známí už od 7. řady pořadu. Devátou řadu vyhrál Václav Kopta. Výhru daroval začínajícímu muzikantovi Filipovi.

## Koncerty

### Koncert 2017
Dne 10. června 2017 proběhl v O2 aréně koncert Tvoje tvář má známý hlas: Koncert. Představilo se zde 16 soutěžících ze všech tří řad. Koncertem provázel Ondřej Sokol. Proběhly dva koncerty – odpolední a večerní. Jako první vystupovala Markéta Konvičková jako Aretha Franklin. Ondřej Sokol doprovodil Jana Cinu v duetu dua Ylvis. Večerní koncert skončil ve 21.00.
| Řada | Soutěžící           | Osobnost           | Píseň                 |
| ---- | ------------------- | ------------------ | --------------------- |
| 1    | Anna Fialová        | Christina Aguilera | „Candyman“            |
| 1    | Iva Pazderková      | P!nk               | „Try“                 |
| 1    | Adam Mišík          | Miley Cyrus        | „Wrecking Ball“       |
| 1    | Petr Rychlý         | Jan Nedvěd         | „Kohout“              |
| 1    | Petr Rychlý         | Josef Vojtek       | „Pohoda“              |
| 1    | Hana Holišová       | MC Hammer          | „U Can't Touch This“  |
| 1    | David Kraus         | Till Lindemann     | „Du Hast“             |
| 2    | Jan Cina            | Bård Ylvisåker     | „The Fox“             |
| 2    | Markéta Procházková | Céline Dion        | „My Heart Will Go On“ |
| 2    | Anna Slováčková     | Lana Del Rey       | „Young and Beautiful“ |
| 2    | David Gránský       | Justin Bieber      | „Baby“                |
| 2    | Ivana Jirešová      | Linda Perry        | „What's Up“           |
| 3    | Aleš Háma           | Bobby Farrell      | „Ma Baker“            |
| 3    | Milan Peroutka      | Mika               | „Grace Kelly“         |
| 3    | Ondřej Ruml         | Adam Levine        | „Sugar“               |
| 3    | Markéta Konvičková  | Aretha Franklin    | „Think“               |
| 3    | Martin Dejdar       | Rag'n'Bone Man     | „Human“               |

### Koncert 2019
Dne 21. 12. 2019 proběhly dva koncerty moderované Ondřejem Sokolem, opět v O2 aréně. Diváci viděli následující exsoutěžící.
| Řada | Soutěžící           | Osobnost           | Píseň                         |
| ---- | ------------------- | ------------------ | ----------------------------- |
| 1    | Anna Fialová        | Sia                | „Chandelier“                  |
| 1    | Petr Rychlý         | Jan Nedvěd         | „Kohout“, „Stánky“            |
| 1    | David Kraus         | Freddie Mercury    | „I Want To Break Free“        |
| 1    | Iva Pazderková      | Lady Gaga          | „Bad Romance“                 |
| 2    | Anna Slováčková     | Sinéad O'Connor    | „Nothing Compares 2 U“        |
| 2    | Jan Cina            | Montserrat Caballé | „Hijo De La Luna“             |
| 3    | Milan Peroutka      | Mika               | „Grace Kelly“                 |
| 3    | Markéta Konvičková  | Christina Aguilera | „Show Me How You Burlesque“   |
| 4    | Tomáš Matonoha      | Rytmus             | „Jebe“                        |
| 4    | Leona Machálková    | Miley Cyrus        | „Can't Be Tamed“              |
| 4    | Jitka Boho          | Jackson Moore      | „Can't Take My Eyes Off You“  |
| 4    | Jan Kopečný         | Gerard Way         | „Welcome To The Black Parade“ |
| 5    | Patrik Děrgel       | Harry Styles       | „Sign Of The Times“           |
| 5    | Vojtěch Drahokoupil | Adele              | „Rolling In The Deep“         |
| 5    | Tereza Mašková      | Rihanna            | „Diamonds“                    |
| 5    | Eva Burešová        | LP                 | „Lost On You“                 |
| 6    | Marek Lambora       | Hugh Jackman       | „The Greatest Show“           |
| 6    | Roman Zach          | Till Lindemann     | „Amerika“                     |

## Sledovanost
První řada show se setkala s nebývalým úspěchem. První díl odstartoval s podílem 26 % diváků, druhý se vyšplhal na podíl 32 % a třetí se dostal až k hranici 40 % diváků. Od čtvrtého dílu se podíl na divácích držel nad úrovní 50 %. V cílové skupině 15–54 se dokonce podíl vyšplhal téměř k podílu 60 % diváků. Průměrně první řadu sledovalo 1,624 milionů diváků starších čtyř let.
| Řada | Den a čas     | První díl       | První díl                      | Poslední díl       | Poslední díl                   | Průměrná sledovanost (v milionech; 15+) |
| Řada | Den a čas     | Datum           | Sledovanost (v milionech; 15+) | Datum              | Sledovanost (v milionech; 15+) | Průměrná sledovanost (v milionech; 15+) |
| ---- | ------------- | --------------- | ------------------------------ | ------------------ | ------------------------------ | --------------------------------------- |
| 1    | sobota, 20.20 | 26. března 2016 | 0,933                          | 11. června 2016    | 1,623                          | 1,491                                   |
| 2    | neděle, 20.20 | 4. září 2016    | 1,416                          | 20. listopadu 2016 | 1,757                          | 1,568                                   |
| 3    | neděle, 20.15 | 26. února 2017  | 1,266                          | 14. května 2017    | 1,353                          | 1,232                                   |
| 4    | sobota, 20.20 | 2. září 2017    | 1,086                          | 18. listopadu 2017 | 1,166                          | 1,102                                   |
| 5    | sobota, 20.20 | 1. září 2018    | 0,947                          | 17. listopadu 2018 | 0,831                          | 0,889                                   |
| 6    | sobota, 20.20 | 7. září 2019    | 0,775                          | 23. listopadu 2019 | 0,767                          | 0,693                                   |
| 7    | sobota, 20.20 | 5. září 2020    | 0,687                          | 21. listopadu 2020 | 1,111                          | 0,858                                   |
| 8    | neděle, 20.20 | 21. března 2021 | 0,935                          | 23. května 2021    | 0,977                          | 0,866                                   |
| 9    | neděle, 20.20 | 27. února 2022  | 0,721                          | 1. května 2022     | 0,775                          | 0,682                                   |